# Elaphoglossum muscosum
Elaphoglossum muscosum är en träjonväxtart som först beskrevs av Olof Peter Swartz, och fick sitt nu gällande namn av Thomas Moore. Elaphoglossum muscosum ingår i släktet Elaphoglossum och familjen Dryopteridaceae. Inga underarter finns listade.